# Опосумові
Опосумові (Didelphidae) — родина сумчастих ссавців з ряду Опосумоподібні (Didelphiformes).
У складі родини — три підродини. Родина включає найдавніших сумчастих, які з'явилися в кінці крейдяного періоду і з тих пір майже не змінилися. Всі представники родини опосумів, що тепер живуть, населяють Америку та Австралію, хоча викопні форми відомі з третинних відкладень Європи.

## Морфологія
| Зубна формула |
| ------------- |
| I5 C1 P3 M4   |
| I4 C1 P3 M4   |

Розміри опосумів невеликі: довжина голови й тіла 250—500 мм, хвоста 210—535 мм, вага: 200—5500 грам. Мордочка витягнута і загострена. Хвіст цілком або тільки на кінці голий, хапальний, іноді в основі потовщений відкладеннями жиру. Тіло покрите коротким, густим хутром, забарвлення якого може бути від сірого і жовтувато-бурого до чорного. Будова зубної системи, кінцівок, сумки свідчить про примітивність опосумів. Кінцівки у них укорочені, п'ятипалі; великий палець задньої кінцівки протиставив решті пальців і позбавлений кігтя. Задні лапи зазвичай розвинені сильніше передніх. Зубна формула архаїчна: повний ряд різців (по 5 на верхній щелепі і по 4 — на нижній), добре розвинені ікла і гострі корінні зуби, всього 50 зубів.

## Поширення і біологія
Поширені опосуми від південного сходу Канади (Онтаріо) через східні штати США та у Аргентині. Зустрічаються також на Малих Антильських островах.
Опосуми — мешканці лісів, степів і напівпустель; зустрічаються як на рівнинах, так і в горах до 4000 м над рівнем моря. Більшість веде наземний або деревний спосіб життя, водяний опосум — напівводний. Активні у сутінках і вночі. Всеїдні або комахоїдні. Поза сезоном спаровування ведуть одиночний спосіб життя. Вагітність триває 12—13 діб, у виводку до 18—25 дитинчат. Лактаційний період продовжується 70—100 днів. Деякі опосуми виношують дитинчат в сумці, але у більшості вона відсутня. Дитинчата, що підросли, подорожують разом з матір'ю, тримаючись за шерсть на її спині. Статева зрілість наступає в 6—8-місячному віці; тривалість життя 5—8 років. Загалом опосуми відіграють у Новому Світі ту ж роль, що на інших материках — представники комахоїдних.
Поранений або сильно наляканий опосум падає, прикидаючись мертвим (стан танатозу). При цьому у нього скляніють очі, з рота тече піна, а анальні залози випускають неприємний запах. Ця уявна смерть часто врятовує опосумові життя — переслідувач, обнюхавши нерухоме тіло, зазвичай іде. Якийсь час опісля, опосум «оживає» і тікає. Через подібну поведінку в Північній Америці набув розповсюдження вираз «Зіграти в опосума» (англ. Playing possum).

## Систематика

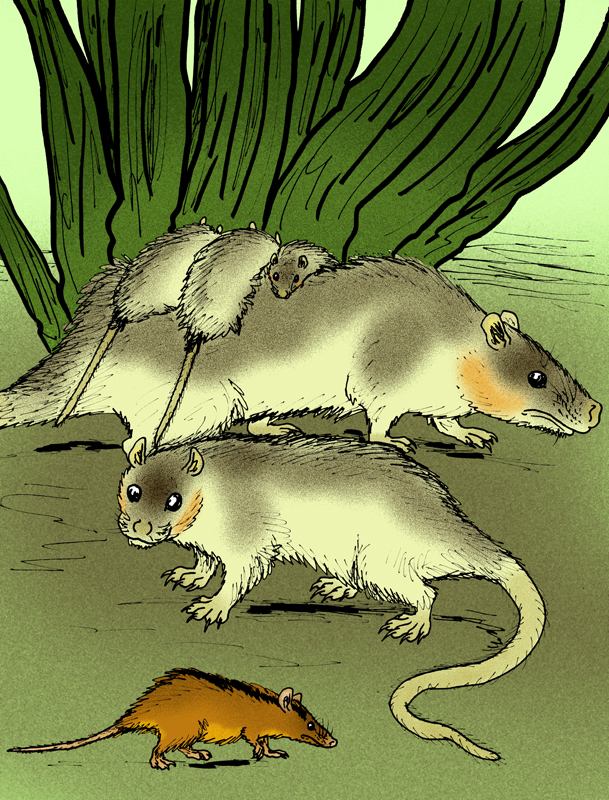
Дорослий і молодий Thylophorops lorenzinii у порівнянні з Didelphis crucialis

Ряд і родина містять 18 родів і 126 сучасних видів.
- Родина Didelphidae
  - Підродина Caluromyinae
    - рід Caluromys
    - рід Caluromysiops

  - Підродина Glironiinae
    - рід Glironia

  - Підродина Didelphinae
    - рід Chacodelphys
    - рід Chironectes
    - рід Cryptonanus
    - рід Didelphis
    - рід Gracilinanus
    - рід Lestodelphys
    - рід Lutreolina
    - рід Marmosa
    - рід Marmosops
    - рід Metachirus
    - рід Monodelphis
    - рід Philander
    - рід Thylamys
    - рід Tlacuatzin
    - рід Mirandaia
    - рід †Mizquedelphys

  - Підродина Hyladelphinae
    - рід Hyladelphys
    - рід †Sairadelphys

Систематика викопних родин і родів:
Didelphimorphia
Рід †Aenigmadelphys
Рід †Apistodon
Рід †Ghamidtherium
Рід †Iqualadelphis
Рід †Szalinia
Рід †Varalphadon
Родина †Derorhynchidae містить роди: †Coona, †Derorhynchus, †Pauladelphys, †Xenostylos
Родина Didelphidae містить такі викопні роди: †Cladodidelphys, †Dimerodon, †Eobrasilia, †Esteslestes, †Hesperocynus, †Hyperdidelphys, †Incadelphys, †Paradidelphys, †Sparassocynus, †Thylatheridium, †Thylophorops, †Tiulordia, †Zygolestes